# Cúp bóng đá Melanesia 1994
Cúp bóng đá Melanesia 1994 là mùa giải thứ 5 giải đấu khắp vùng Melanesia được tổ chức. Giải diễn ra ở Quần đảo Solomon và có 5 đội bóng tham gia: Fiji, Quần đảo Solomon, Nouvelle-Calédonie, Papua New Guinea và Vanuatu và lần đầu tiên trở thành vòng loại của Cúp bóng đá châu Đại Dương.
Các đội bóng thi đấu với nhau theo thể thức thi đấu vòng tròn và Quần đảo Solomon vô địch giải đấu lần thứ hai cũng như giành quyền tham gia Cúp bóng đá châu Đại Dương 1996.

## Kết quả
|                    | St | T | H | B | BT | BB | Đ  |
| ------------------ | -- | - | - | - | -- | -- | -- |
| Quần đảo Solomon   | 4  | 4 | 0 | 0 | 10 | 1  | 12 |
| Fiji               | 4  | 3 | 0 | 1 | 8  | 4  | 9  |
| Papua New Guinea   | 4  | 1 | 1 | 2 | 2  | 4  | 4  |
| Nouvelle-Calédonie | 4  | 1 | 0 | 3 | 5  | 9  | 3  |
| Vanuatu            | 4  | 0 | 1 | 3 | 5  | 12 | 1  |

| Papua New Guinea | 3-0 | Nouvelle-Calédonie |
| ---------------- | --- | ------------------ |
|                  |     |                    |

| Fiji | 3-1 | Nouvelle-Calédonie |
| ---- | --- | ------------------ |
|      |     |                    |

| Nouvelle-Calédonie | 3-2 | Vanuatu |
| ------------------ | --- | ------- |
|                    |     |         |

| Quần đảo Solomon | 2-0 | Papua New Guinea |
| ---------------- | --- | ---------------- |
|                  |     |                  |

| Quần đảo Solomon | 4-0 | Vanuatu |
| ---------------- | --- | ------- |
|                  |     |         |

| Fiji | 1-0 | Papua New Guinea |
| ---- | --- | ---------------- |
|      |     |                  |

| Vanuatu | 1-1 | Papua New Guinea |
| ------- | --- | ---------------- |
|         |     |                  |

| Quần đảo Solomon | 1-0 | Fiji |
| ---------------- | --- | ---- |
|                  |     |      |

| Fiji | 4-2 | Vanuatu |
| ---- | --- | ------- |
|      |     |         |

| Quần đảo Solomon | 3-1 | Nouvelle-Calédonie |
| ---------------- | --- | ------------------ |
|                  |     |                    |

Quần đảo Solomon giành quyền tham gia Cúp bóng đá châu Đại Dương 1996.